# Mobipocket.com
Mobipocket.com est une librairie numérique française vendant des livres électroniques aux formats PDF et PRC/MOBI.
La marque a été rachetée en avril 2005 par une filiale d'Amazon avant que celui-ci ne lance son Kindle en 2007.

## Produits

### Mobipocket Creator
Mobipocket.com a lancé Mobipocket Creator pour créer des livres électroniques au format PRC/MOBI (dont il est le créateur).
Les fichiers PRC/MOBI sont des fichiers HTML compilés, leur extension de fichier est .mobi.

### Mobipocket Reader
Le logiciel Mobipocket Reader permet de lire des livres électroniques au format PRC/MOBI. Il existe pour terminaux compatibles IBM PC, Palm sous Palm OS, PDA sous Windows Mobile, Nokia sous Symbian, BlackBerry sous BlackBerry OS.

Le Mobipocket Reader est pré-installé sur le Cybook Gen3 de Bookeen, deux modèles de Irex, le Hanlin sous Linux de Jinke, et le Bebook de Endless Ideas.